# Armata Halley
L'Armata Halley era un gruppo di sonde nate per esaminare la cometa di Halley quando nel 1986 si trovava nello spazio interno del sistema solare. L'armata era formata da una sonda dell'Agenzia Spaziale Europea, due sonde sviluppate congiuntamente dall'Unione Sovietica e dalla Francia, da due sonde sviluppate dalla Agenzia spaziale giapponese e da una sonda sviluppata dalla NASA.
Sonde (in ordine di avvicinamento):
- Giotto, la prima sonda che ha mandato immagini a colori del nucleo di una cometa. (ESA)
- Vega 1, venne inviate sul pianeta Venere dopo aver osservato la cometa Halley. (USSR/Francia Intercosmos)
- Vega 2, venne inviate sul pianeta Venere dopo aver osservato la cometa Halley. (USSR/Francia Intercosmos)
- Suisei, conosciuta anche come PLANET-A. (NASDA)
- Sakigake, prima sonda del Giappone a uscire dall'orbita terrestre, utilizzata per testare la tecnologia per i viaggi interplanetari. (NASDA)
- International Cometary Explorer, inizialmente ISEE-3, venne aggiornata per esplorare la cometa. (NASA)